# Jasminum multiflorum
Jasminum multiflorum (Burm.f.) Andrews, 1807 è una pianta della famiglia delle Oleaceae, originaria dell'India, del Nepal, del Bhutan, del Laos, della Birmania, della Tailandia e del Vietnam. È coltivata nelle regioni tropicali e subtropicali.